# Affringues
Affringues (flämisch: Hafferdingen) ist eine französische Gemeinde mit 255 Einwohnern (Stand 1. Januar 2022) im Département Pas-de-Calais in der Region Hauts-de-France. Sie gehört zum Arrondissement Saint-Omer und zum Kanton Lumbres. Die Einwohner werden Affringuois genannt.

## Lage
Die Gemeinde Affringues liegt im Regionalen Naturpark Caps et Marais d’Opale am Fluss Bléquin, zwölf Kilometer westsüdwestlich von Saint-Omer. Nachbargemeinden von Affringues sind Bayenghem-lès-Seninghem im Norden, Lumbres in Nordosten, Elnes im Osten, Wismes im Südosten und Süden, Nielles-lès-Bléquin im Südwesten, Seninghem im Westen sowie Seninghem im Nordwesten.
Der Ort liegt am Flüsschen . Die Gemeinde gehört zum .

## Bevölkerungsentwicklung
| Jahr                       | 1962 | 1968 | 1975 | 1982 | 1990 | 1999 | 2006 | 2012 | 2022 |
| Einwohner                  | 129  | 123  | 145  | 166  | 219  | 203  | 217  | 209  | 255  |
| Quellen: Cassini und INSEE |      |      |      |      |      |      |      |      |      |

## Sehenswürdigkeiten

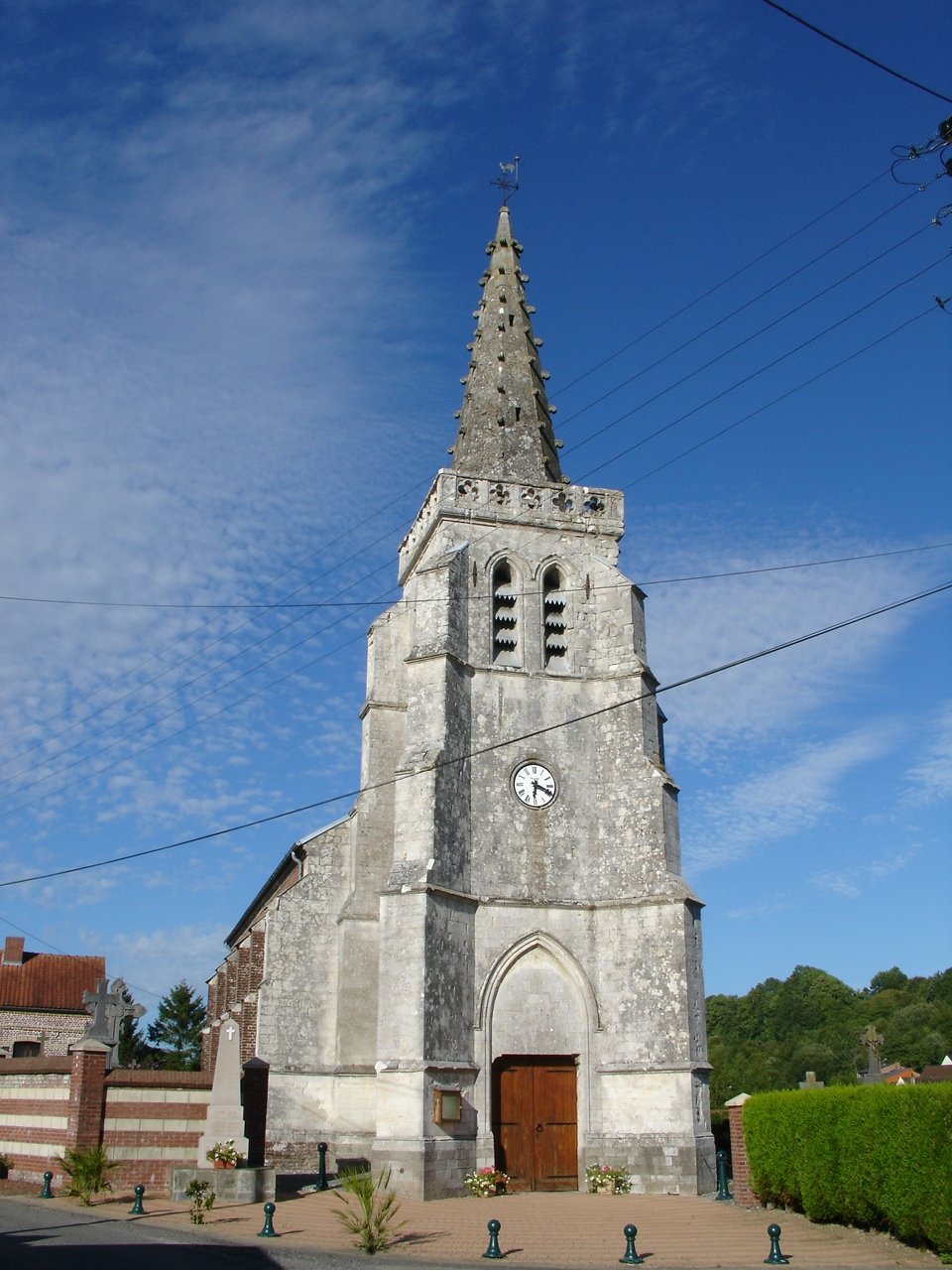
Kirche Saint-Léger
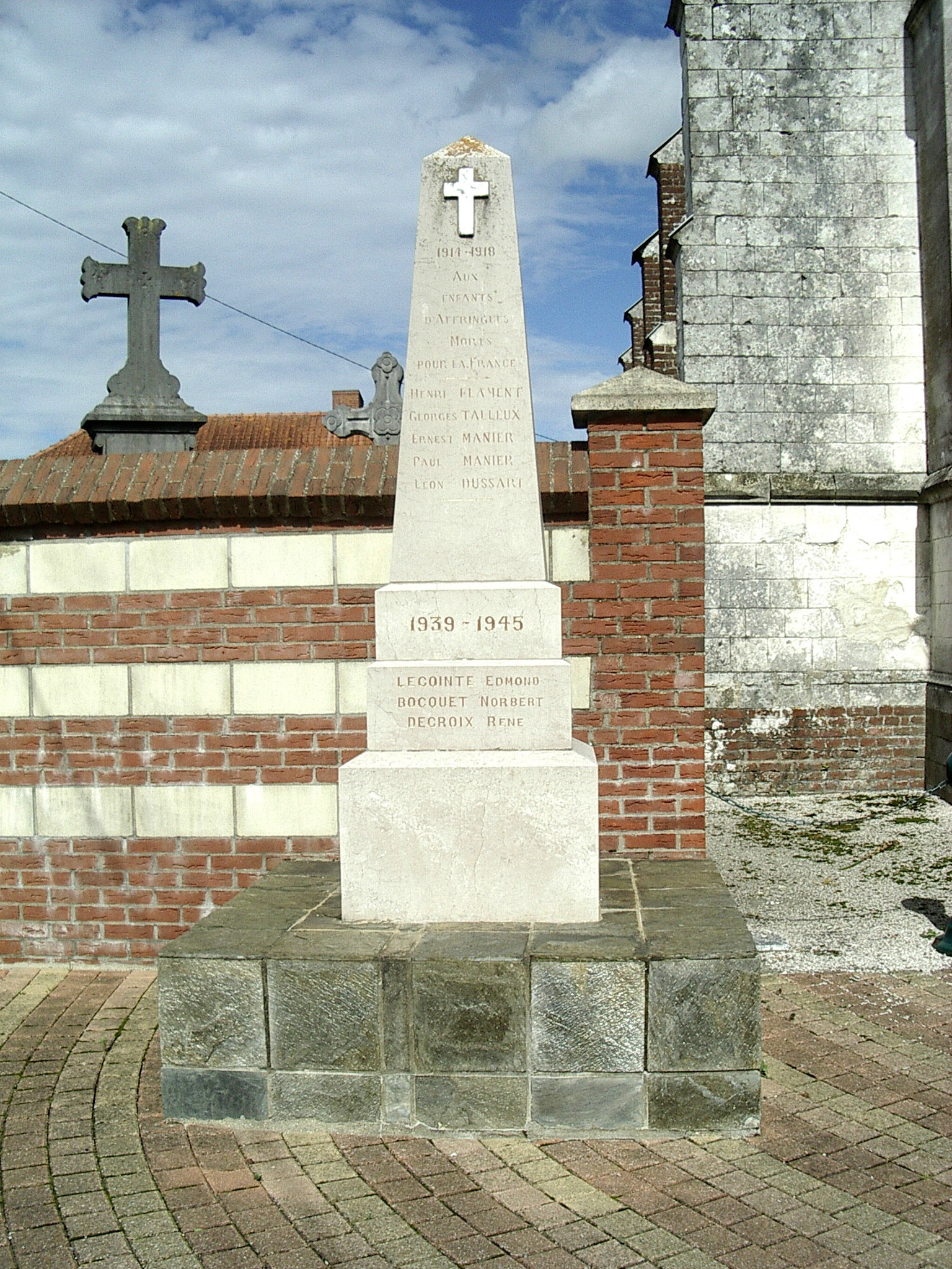
Gefallenendenkmal

- Kirche Saint-Léger
- Gefallenendenkmal